# Трагедия в стиле рок
«Трагедия в стиле рок» — советская двухсерийная драма 1988 года режиссёра и сценариста Саввы Кулиша. Фильм о трагедии юноши, расплачивающегося за грехи отца. Снят Творческим объединением «Время» киностудии «Мосфильм» весной 1988 года. В фильме снимались рок-группы «Поп-механика» и «Бригада С». В широкий прокат картина вышла 20 марта 1989 года.
Фильм уникален тем, что это один из первых советских фильмов, который содержит шокирующие натуралистические сцены деградации личности под воздействием наркотиков, и показывает, как могут создаваться псевдорелигиозные учения, как туда попадают люди и чем им это грозит.

## Сюжет
Главный герой, 17-летний Виктор Бодров, живёт с отцом, которого безмерно уважает, и бабушкой. Его мать вышла замуж за другого и часто звонит сыну, но он не хочет с ней разговаривать. Семья обеспечена, отец Виктора Дмитрий — успешный инженер, сам он — студент юридического факультета, в свободное время гоняет на собственном мотоцикле вместе с другом и однокурсником Генрихом. Летом в дом Бодровых приезжает поступать в институт Лена Козлова по прозвищу «Птаха» — это дочь нового мужа матери Виктора. Сначала Виктор относится к ней недоверчиво, но вскоре между молодыми людьми возникает симпатия.
Внезапно ситуация резко меняется: Дмитрия Бодрова осуждают за хищение в особо крупных размерах. Однако в связи с недостаточностью улик его действия переквалифицируются на статью «Халатность». Когда его уводят из зала суда, он говорит сыну Виктору, чтобы он верил ему и что он не виноват. Парень потрясён арестом отца, которого считал образцом честности и порядочности.
После суда Виктор знакомится с человеком, который называет себя Кассиусом и который поселяется в доме парня. Ловко подсунув ему в нужный момент сигарету с марихуаной, мужчина выводит его из депрессии. Кассиус знакомит Виктора, Генриха и Птаху с необычными философскими идеями и обещает им открыть путь к подсознанию. Молодые люди начинают курить марихуану, носить новую одежду и посещать рок-концерты. Слова предосторожности из уст бабушки не разубеждают внука. В день восемнадцатилетия Виктора происходит его «посвящение»: он и его друзья в присутствии помощниц Кассиуса – полуобнажённых наголо побритых девиц – вкалывают себе в вену тяжёлый наркотик. Квартира парня становится наркопритоном. Ребята теряют человеческий облик и становятся наркозависимыми, а Кассиус неоднократно насилует Птаху.
C течением времени у Виктора кончаются деньги на наркотики, и он готов на всё, чтобы прекратилась ломка. Кассиус говорит парню, что его отец всё же нарушал закон: на предприятии он ухитрился из отходов производства тайком добывать золото и платину. Этим и объясняется такой достаток в их семье. Так как Дмитрий-старший получил «деньги вперёд» за товар, который перехватила милиция, он становится должен группировке Кассиуса («братство»). Теперь Виктор должен найти крупную сумму, где-то припрятанную отцом — тогда он и дальше будет обеспечен наркотиками.
Не найдя денег дома, Виктор едет с Кассиусом искать их на даче. В машине мужчина заявляет, что теперь парень, будучи зависимым от наркотиков, будет для него и его людей, едущих сзади на УАЗе-«буханке», рабом. Вырубив Кассиуса, Виктор пытается оторваться, но автомобиль не отстаёт. Не желая быть рабом, парень врезается в опору моста и погибает. Пришедшему в себя Кассиусу удаётся выпрыгнуть из машины до столкновения.
Дмитрия Бодрова на несколько дней выпускают из тюрьмы, чтобы он мог попасть на похороны сына. На поминках присутствуют немногочисленные друзья отца, Генрих и Птаха, приезжает мать Виктора. После поминок Дмитрий едет на свалку, чтобы осмотреть остатки своей машины, в которой погиб сын. На дне багажника он открывает тайник, в котором спрятана огромная сумма денег. Однако на свалку приезжают выследившие Дмитрия люди Кассиуса. Понимая, что деваться некуда, и вспоминая гибель сына, Дмитрий поджигает 100-рублёвую купюру и суёт её в бензобак. От последовавшего взрыва он погибает, а деньги — сгорают.

## В ролях
- Алексей Шкатов — Виктор Бодров (Дирижёр)
- Сергей Карленков — Генрих (Геня, Прокурор), друг Виктора
- Ольга Алешина — Лена Козлова (Птаха)
- Мария Караджа — Нюша, мать Виктора
- Юрий Лазарев — Дмитрий Иванович Бодров, отец Виктора (Труба)
- Антонина Дмитриева — Мария Степановна, бабушка Виктора
- Алексей Маслов — Кассиус (Певец, Учитель)
- Татьяна Лаврова — Тома, подруга Дмитрия Бодрова
- Светлана Брагарник — Сильва (Селёдка), подруга Дмитрия Бодрова
- Валентин Никулин — друг Дмитрия Бодрова
- Альберт Филозов — «Фортепиано», друг Дмитрия Бодрова
- Борис Хмельницкий — друг Дмитрия Бодрова
- Виталий Шаповалов — друг Дмитрия Бодрова
- Олег Гаркуша — шоумен с перфоманса «Поп-механики»

Также в фильме в сцене рок-дискотеки приняла участие группа «Бригада С» с Гариком Сукачёвым и группа «Поп-механика» с Сергеем Курёхиным.

## Съёмочная группа
- Режиссёр: Савва Кулиш
- Сценарий: Савва Кулиш
- Консультант по сценарию: Владимир Иванов[3]
- Операторы: Владимир Климов, Владимир Фастенко[4]
- Художник: Владимир Аронин
- Композитор: Сергей Курёхин
- Дрессировщик: Николай Морозов

## Места съёмок
Съёмки фильма проходили в Москве.
- Стадион «Лужники» — Место действия первого сна Вити;
- Круглый дом на улице Довженко — Дом, в котором живёт Витя;
- Крылатское — Место катания на мотоциклах;
- Арочные проезды Пушкинского моста — Место столкновения машины.

## Музыка
Помимо авторской музыки Сергея Курёхина в фильме используются записи композиций: «Вечно» Александра Цфасмана, «Posse In Effect» группы «Beastie Boys» и «Фантазия и фуга соль минор» Иоганна Себастьяна Баха.
Также во сне Вити герои фильма поют песню «Неудачное свидание» Александра Цфасмана; Дмитрий с друзьями поют за столом песню «Сиреневый туман»; наркоманы в квартире Вити поют песню «Немое кино» группы «Аквариум».
Кроме этого, в фильме выступают: Гарик Сукачёв и группа «Бригада С» с песней «Гады» и группа «Поп-механика» с авторской мелодией Сергея Курёхина.